# Хорт, Александр Николаевич
Алекса́ндр Никола́евич Хорт (род. 13 июня 1941, Москва) — российский писатель-сатирик, литератор, сценарист.

## Биография
Александр Хорт родился в Москве в семье служащих. Окончил Московский институт народного хозяйства им Г. В. Плеханова (1964), тринадцать лет работал по специальности. Затем занялся литературой. Работал в газетах «Московский комсомолец», «Литературной газете», «Литературной России», в журнале «Юность» (1985—1995). Заведовал отделом в журнале «Крокодил» (с 2000). Автор сценария ряда сюжетов киножурнала «Фитиль».

## Избранная библиография
- Хорт А. Н. Область улыбки. М.: АСТ; Владимир: ВКТ, 2010, 286 с., серия (Задоринки и смехарики). ISBN 978-5-17-064006-5.
- Хорт А. Н. Так зажигают звезды. М.: АСТ, 2008, 125 с. ISBN 978-5-17-047697-8
- Хорт А. Н. Любовь Орлова. — М. : Молодая гвардия, 2007. — 357[11] с. — (ЖЗЛ). — 5000 экз. — ISBN 978-5-235-03020-6
- Хорт А. Н. По жизни — смеясь. Забавные картинки из жизни артистов эстрады — конферансье. М.: Армада-Пресс , 2001, 380 с. ISBN 5-309-00125-5
- Хорт А. Н. Операция «Бронежилеты». М.: Вече, АРИА-АиФ , 2001, 188 с. ISBN 5-7838-0932-2
- Хорт А. Н. Король и свита. Забавные картинки из жизни Леонида Утесова, его друзей и его Одессы. М.: Армада-пресс , 2000, 202 с. ISBN 5-309-00006-2
- Хорт А. Н. Лавровый пинок. Лит. пародии. М.: Правда, 1986, 46 с.

## Награды
- Премия «Золотой телёнок» «Литературной Газеты» («Клуба 12 стульев») (1979).